# Pośrednia Kołowa Ławka
Pośrednia Kołowa Ławka (słow. Prostredná Kolová štrbina, niem. Unterer Sattel des Pflockseegrates, węg. Középső Karótavi nyereg) – trawiasta przełęcz w Kołowej Grani w słowackiej części Tatr Wysokich. Oddziela ona od siebie dwie spośród trzech Kołowych Turni: Wielką Kołową Turnię na południowym wschodzie i Pośrednią Kołową Turnię na północnym zachodzie.
Grań, w której położona jest przełęcz, oddziela od siebie dwie odnogi Doliny Kołowej: Bździochową Kotlinę po stronie zachodniej i Bździochowe Korycisko po stronie wschodniej. Po stronie Bździochowej Kotliny poniżej Pośredniej Kołowej Ławki znajduje się głęboki żleb, w którym zazwyczaj leży śnieg. Górne przedłużenie żlebu ma charakter komina.
Na Pośrednią Kołową Ławkę, podobnie jak na inne obiekty w Kołowej Grani, nie prowadzą żadne znakowane szlaki turystyczne. Najdogodniejsza droga dla taterników wiedzie na siodło od strony Bździochowego Koryciska, natomiast wejście żlebem z Bździochowej Kotliny jest częściowo trudne (III w skali UIAA).
Pierwszego wejścia na siodło dokonali Alfréd Grósz i György Lingsch 26 sierpnia 1926 r.
W obcojęzycznych opracowaniach podawana jest niekiedy nieprawidłowa polska nazwa Pośrednia Kołowa Szczerbina.